# Rajko Rotman
Rajko Rotman (ur. 19 marca 1989 w Mariborze) – słoweński piłkarz grający na pozycji prawego pomocnika. Od 2017 roku jest piłkarzem klubu Göztepe SK.

## Kariera klubowa
Swoją karierę piłkarską Rotman rozpoczął w klubie NK Aluminij. W 2007 roku awansował do pierwszej drużyny. W sezonie 2008/2009 zadebiutował w niej w drugiej lidze słoweńskiej. Na początku 2011 roku odszedł do pierwszoligowego Rudaru Velenje. W Rudarze zadebiutował 2 lutego 2011 w zremisowanym 2:2 wyjazdowym meczu z Olimpiją Lublana. W zespole Rudaru grał do końca sezonu 2013/2014.
W 2014 roku Rotman podpisał kontrakt z tureckim İstanbul Başakşehir. W tureckiej lidze zadebiutował 30 sierpnia 2014 roku w zremisowanym 1:1 domowym meczu z Kasımpaşą SK.
W 2017 roku Rotman został wypożyczony do Kayserisporu, a latem 2017 przeszedł do Göztepe SK.
| Sezon   | Klub                | Kraj     | Rozgrywki | Mecze | Bramki |
| ------- | ------------------- | -------- | --------- | ----- | ------ |
| 2008/09 | NK Aluminij         | Słowenia | 2. SNL    | 16    | 0      |
| 2009/10 | NK Aluminij         | Słowenia | 2. SNL    | 23    | 1      |
| 2010/11 | NK Aluminij         | Słowenia | 2. SNL    | 14    | 2      |
| 2010/11 | Rudar Velenje       | Słowenia | 1. SNL    | 15    | 5      |
| 2011/12 | Rudar Velenje       | Słowenia | 1. SNL    | 26    | 1      |
| 2012/13 | Rudar Velenje       | Słowenia | 1. SNL    | 33    | 1      |
| 2013/14 | Rudar Velenje       | Słowenia | 1. SNL    | 33    | 4      |
| 2014/15 | İstanbul Başakşehir | Turcja   | Süper Lig | 21    | 0      |
| 2015/16 | İstanbul Başakşehir | Turcja   | Süper Lig | 16    | 0      |
| 2016/17 | İstanbul Başakşehir | Turcja   | Süper Lig | 0     | 0      |
| 2016/17 | Kayserispor         | Turcja   | Süper Lig | 16    | 1      |
| 2017/18 | Göztepe SK          | Turcja   | Süper Lig | 27    | 1      |

## Kariera reprezentacyjna
W reprezentacji Słowenii Rotman zadebiutował 4 czerwca 2014 w przegranym 0:2 towarzyskim spotkaniu z Urugwajem, rozegranym w Montevideo.